# Antônio Soares Calçada
Antônio Soares Calçada (Aveiro, 16 de abril de 1923 — Rio de Janeiro, 5 de agosto de 2019) foi um dirigente esportivo luso-brasileiro, ex-presidente do Club de Regatas Vasco da Gama. Calçada foi presidente do Vasco por 18 anos (1983-2001),  sendo o mandatário mais longevo da história vascaína. É considerado por muitos como o presidente mais vitorioso da história do clube.

## Biografia
Antônio Soares Calçada nasceu em Aveiro, no norte de Portugal, em 16 de abril de 1923. Chegou ao Brasil em 1935, se tornando sócio do clube em 1942 e depois Conselheiro em 1948. Em 1950 começou sua trajetória na diretoria vascaína como diretor de Tênis de Mesa. Tendo se destacado, foi chamado pelo presidente Cyro Aranha em 1952 para ser assessor da presidência e diretor de patrimônio. Em 1954 se tornou vice-presidente de futebol na presidência de Arthur Pires, cargo que ocupou ainda nas presidências de João da Silva Rocha, Manoel Joaquim Lopes e Alberto Pires Ribeiro. Depois de mais de 30 anos militando no Vasco, foi o 41º presidente do Vasco, entre 1983 e 2000 e elegendo seu sucessor, Eurico Miranda, e foi presidente de honra do mesmo clube desde 2000.
Calçada faleceu em 5 de agosto de 2019, em um hospital na Barra da Tijuca, vítima de complicações causadas por uma infecção abdominal. O Vasco decretou luto de três dias em razão de sua morte; a Federação de Futebol do Estado do Rio de Janeiro (FERJ) também decretou luto de três dias.  Clubes rivais prestaram condolências ao Vasco, bem como importantes jogadores da história do Vasco.

## Histórico
- Diretor de Tênis de Mesa em 1959.
- Vice-Presidente de Futebol em 1954, 1956, 1964, 1980, 1981 a 1982.
- Calçada foi o presidente mais vezes reeleito no Vasco.[9]

## Eleições
| 1976 |
| Apoiou a chapa vencedora "Vila Olímpica Vascaína", de Agathyrno Gomes contra a chapa de oposição "Renovação Vascaína", no pleito de 12 de novembro de 1976 - para o triênio 77/78/79. 1. Vila Olímpica Vascaína - 2334 votos 2. Renovação Vascaína - 714 votos |
| 1979 |
| Participa da chapa "União Vascaína", que derrota no pleito de 18 de dezembro de 1979 a chapa de situação "Tradição Vascaína" e assume o cargo de vice-presidente de futebol no triênio 80/81/82. 1. União Vascaína - 2710 votos 2. Tradição Vascaína - 1020 votos |
| 1982 |
| Sua chapa "Vasco da Gama" derrota as chapas "União Vascaína", de Eurico Miranda e "Por Um Vasco Maior e Melhor", de Agarthyno Gomes. 1. Vasco da Gama - 2091 votos 2. União Vascaína - 1360 votos 3. Por um Vasco Maior e Melhor - 1292 votos |
| 1985 |
| 12 de novembro de 1985 - Sua chapa vence a de Eurico Miranda. 1. Calçada - 2961 votos 2. Eurico - 2592 votos Após a eleição fez uma composição política, nomeando o mesmo Eurico para ser seu vice-presidente de futebol. |
| 1988 |
| 11 de novembro de 1988 - Sua Chapa "Rumo Ao Tri" vence as eleições, derrotando "Opção Vascaína", de Fernando Horta e "Frente Almirante de Oposição", de Levi Lafetá. 1. Rumo Ao Tri - 1564 votos 2. Opção Vascaína - 257 votos 3. Frente Almirante de Oposição - 25 votos |
| 1991 |
| 12 de novembro de 1991 - Sua "Chapa Azul" vence as eleições, derrotando a chapa "Agora Vai Mudar", de Luso Soares da Costa. 1. Chapa Azul: 1201 votos 2. Agora Vai Mudar: 612 votos |
| 1994 |
| 11 de novembro de 1994 - Sua chapa "Rumo Ao Tetra" derrota a chapa "Dignidade Vascaína", de Nelson de Almeida. 1. Rumo Ao Tetra - 1074 votos 2. Dignidade Vascaína - 485 votos |
| 1997 |
| Em 1997, Calçada enfrentava um grupo forte de oposição, o recém-criado MUV, que reunia em seus quadros Arthur Sendas (que seria o Presidente da Comissão do Centenário), Pedro Valente (que veio como 2º vice-presidente geral), Olavo Monteiro de Carvalho (como 1º vice-presidente geral) e Luso Soares da Costa, dentre outros peso-pesados do cardinalato vascaíno. Essa oposição se alia a Força Jovem - principal torcida organizada vascaína - e os protestos passaram a ser constantes e alimentados pela má fase do time de futebol. O candidato da Oposição era Jorge Salgado, economista eleito 1º vice-presidente geral de Calçada em 1988 e ex-diretor de futebol da CBF. 1. Chapa "Azul" de Calçada - 1930 votos 2. Corrente "Oposição Unida" - 1167 eleitores |
| 2000 |
| Em 2000 indicou para ser candidato de situação o então segundo vice-presidente, Eurico Miranda, que foi eleito. |

## Títulos
Antônio Soares Calçada é dono de um respeitável histórico de títulos como Presidente do Vasco da Gama:
- Copa Libertadores da América: 1998.
- Copa Mercosul: 2000.
- Campeonato Brasileiro: 1989, 1997 e 2000.
- Campeonato Carioca: 1982, 1987, 1988, 1992, 1993, 1994 e 1998.
- Liga Sul-Americana de Basquete: 1999 e 2000.
- Campeonato Sul-Americano de Clubes de Basquete: 1998 e 1999.
- Campeonato Brasileiro de Basquete: 2000.
- Campeonato Carioca de Basquete: 1983, 1987, 1989, 1992, 1997 e 2000.
- Campeonato Carioca de Remo: 1998, 1999 e 2000.
- Liga Nacional de Futsal: 2000.

### Finais
- Dezembro de 1982 - Vasco 1x0 Flamengo (RJ) - Campeão Estadual de 1982
- 9 de agosto de 1987 - Vasco 1x0 Flamengo (RJ) - Campeão Estadual de 1987
- 22 de junho de 1988 - Vasco 1x0 Flamengo (RJ) - Campeão Estadual de 1988
- 16 de dezembro de 1989 - Vasco 1x0 São Paulo (SP) - Campeão Brasileiro de 1989
- 24 de novembro de 1992 - Vasco 1x0 Bangu (RJ) - Campeão Estadual de 1992
- 16 de junho de 1993 - Vasco 0x0 Fluminense (RJ) - Campeão Estadual de 1993
- 15 de maio de 1994 - Vasco 2x0 Fluminense (RJ) - Campeão Estadual de 1994
- 21 de dezembro de 1997 - Vasco 0x0 Palmeiras (SP) - Campeão Brasileiro de 1997
- 14 de maio de 1998 - Vasco 1x0 Bangu (RJ) - Campeão Estadual de 1998
- 26 de agosto de 1998 - Vasco 2x1 Barcelona (EQUADOR) - Campeão da Copa Libertadores de 1998
- 3 de março de 1999 - Vasco 2x1 Santos (SP) - Campeão do Torneio Rio-São Paulo de 1999
- 20 de dezembro de 2000 - Vasco 4x3 Palmeiras (SP) - Campeão da Copa Mercosul de 2000
- 18 de janeiro de 2001 - Vasco 3x1 São Caetano (SP) - Campeão Brasileiro de 2000